# BMW R 1200 GS K25
Die BMW R 1200 GS ist ein Motorrad des deutschen Fahrzeugherstellers BMW. Die Reiseenduro kam im März 2004 auf den Markt und war das erste Modell von BMW mit dem von 1130 cm³ minimal auf 1170 cm³ hubraumerweiterten Boxermotor. Die Modellbezeichnung GS bedeutet Gelände/Straße, der interne Modellcode lautet K25. Von 2004 bis 2012 wurden 184.409 GS im BMW-Werk Berlin in Spandau hergestellt.
Am 3. Oktober 2012 wurde auf der Zweiradmesse Intermot in Köln das Nachfolgemodell BMW R 1200 GS K50 präsentiert. Obwohl BMW den Motor, das Fahrwerk und den Antriebsstrang grundlegend neu konstruierte, blieb die Verkaufsbezeichnung unverändert, nur der Werkscode lautet nun K50. Der Motor leistet nun 92 kW (125 PS).

## Technische Daten

### Antrieb
Die R 1200 GS wird von einem luft- und ölgekühlten Boxermotor angetrieben. Ab dem Modelljahr 2010 rotieren in den zwei Zylinderköpfen des Viertaktmotors  jeweils zwei kettengetriebene, obenliegende Nockenwellen (DOHC), die über Schlepphebel zwei Einlass- und zwei Auslassventile ansteuern. Die zwei Zylinder haben eine Bohrung von durchschnittlich 101 mm Durchmesser, die Kolben einen Hub von 73 mm bei einem Verdichtungsverhältnis von 12,0:1. Sie erzeugen so eine Nennleistung von 81,0 kW (110 PS) bei 7750/min und ein maximales Drehmoment von 120 Nm bei 6000/min.
Die Einscheibentrockenkupplung wird hydraulisch betätigt. Das Getriebe hat sechs Gänge. Im Sekundärantrieb überträgt eine Kardanwelle mit zwei Gelenken, mit einer Sekundärübersetzung von 32:11, das Drehmoment vom Getriebeausgang zur Hinterachse.

### Fahrwerk
Das Fahrwerk setzt sich zweiteilig aus Vorder- und Heckrahmen zusammen und hat eine mittragende Motor-Getriebe-Einheit. Die Rahmen sind als Stahlrohrkonstruktion ausgeführt. Die Telelever-Gabel hat 41 mm Standrohrdurchmesser und 190 mm Federweg. Die Aluminium-Einarmschwinge mit Paralever-Momentenabstützung hat ein Zentralfederbein und 200 mm Federweg. Die Federvorspannung ist vorne fünffach mechanisch einstellbar, hinten ist die Federvorspannung mittels Handrad hydraulisch stufenlos verstellbar, auch die Zugstufendämpfung ist einstellbar.
Eine schwimmend gelagerte Doppelscheiben-„Evo“-Bremse mit 305 mm Durchmesser und einem 4-Kolben-Festsattel verzögert das Vorderrad. Am Hinterrad arbeitet eine Einscheibenbremse mit 265 mm Durchmesser und Doppel-Kolben-Schwimmsattel. Die R 1200 GS wird serienmäßig mit Leichtmetall-Gussrädern, die GS Adventure mit Kreuzspeichenrädern ausgeliefert. Die Felgengrößen betragen 2,50×19″ vorn und 4,00×17″ hinten. Die Bereifung hat vorne die Maße 110/80R19 und hinten 150/70R17. Kreuzspeichenräder werden als Sonderausstattung angeboten.

### Leistung-/Verbrauchswerte
Der durchschnittliche Kraftstoffverbrauch beträgt 4,3 Liter auf 100 km bei einer Geschwindigkeit von 90 km/h bzw. 5,5 Liter auf 100 km bei 120 km/h. Der Kraftstofftank fasst 20 Liter, davon sind 4 Liter Reserve. Der Hersteller empfiehlt die Verwendung von Motorenbenzin mit einer Klopffestigkeit von mindestens 95 Oktan. Der Betrieb mit  ethanolhaltigem Kraftstoff E10 ist möglich.

### Maße und Gewichte
Die von März 2006 bis 2013 angebotene BMW R 1200 GS Adventure K255 hat gegenüber der R 1200 GS fahrwerksseitig längere Federwege und dank eines größeren Tankvolumens mehr Reichweite.
| Modellvarianten               | R 1200 GS | Adventure |
| ----------------------------- | --------- | --------- |
| Radstand über alles (mm)      | 1507      | 1507      |
| Breite über Spiegel (mm)      | 915       | 955       |
| Höhe ohne Spiegel (mm)        | 1430      | 1470      |
| Leergewicht fahrfertig (kg)   | 229       | 256       |
| maximale Zuladung (kg)        | 210       | 219       |
| zulässiges Gesamtgewicht (kg) | 435       | 475       |
| Tankinhalt (ltr)              | 20        | 33        |

## Ausstattung

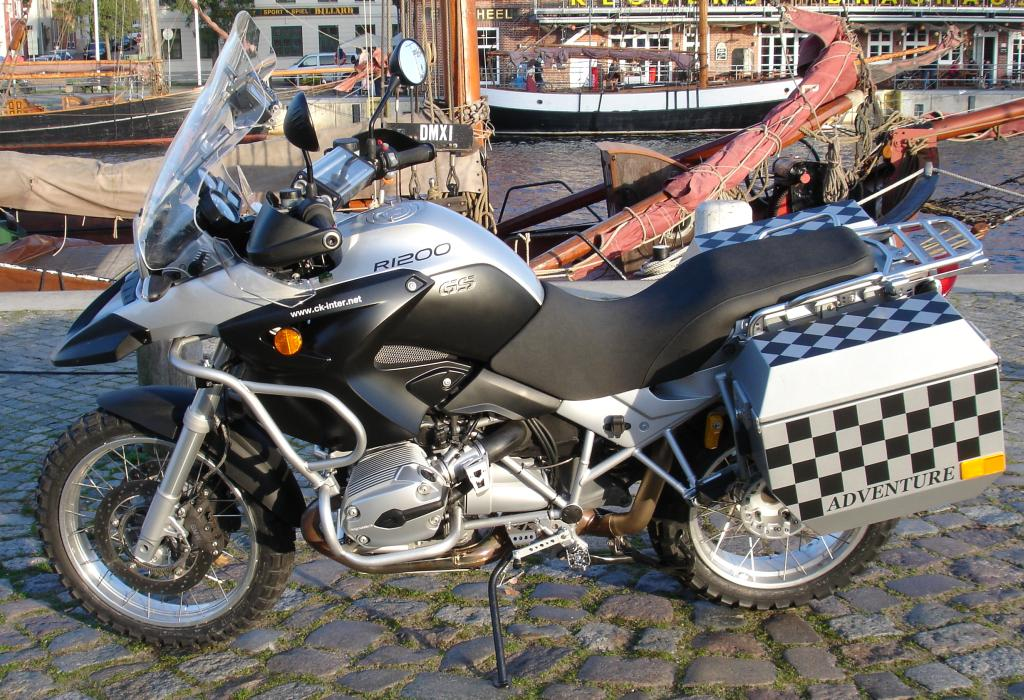
R 1200 GS mit Sonderausstattung

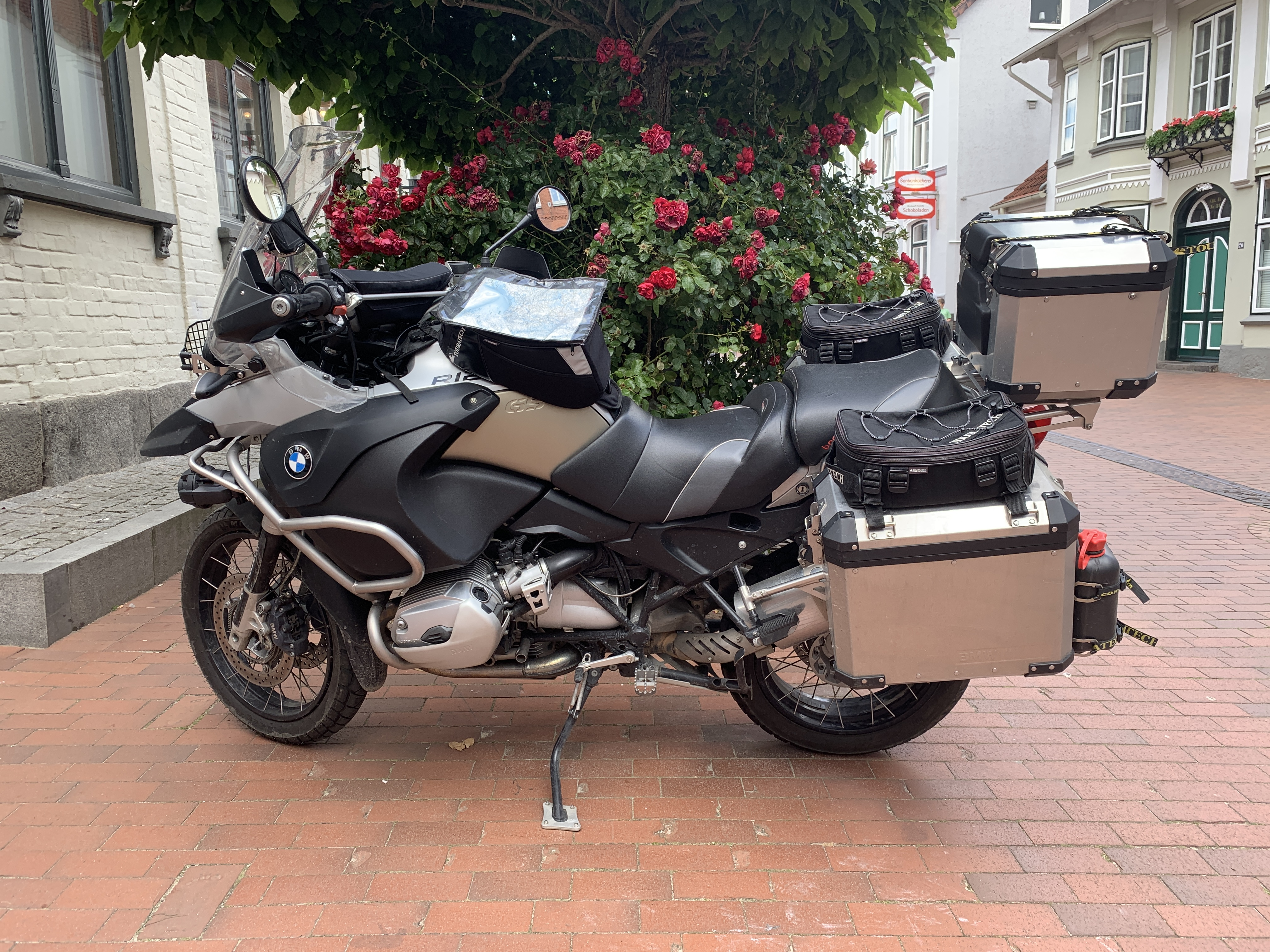
R 1200 GS mit Vollausrüstung

Die R 1200 GS war in den Farben rot, gelb, blau und granit-metallic erhältlich. Als Sonderausstattung konnten Teilintegral-ABS, verchromte Auspuffrohre, weiße Blinkergläser, Kofferhalter, Topcase, Sturzbügel, Handprotektoren, Heizgriffe sowie im Volumen verstellbare Koffer und weiteres Zubehör geordert werden.
Ab 2004 war die BMW R 1200 GS mit dem aufpreispflichtigen Sonderzubehör Integral-ABS von FTE automotive mit Bremskraftverstärker (BKV) erhältlich. Konstruktive Schwächen führten zu einem Modell- und Herstellerwechsel. Ab Mitte August 2006 war die BMW R 1200 GS mit der aufpreispflichtigen Sonderausstattung Integral-ABS von Continental Teves erhältlich. Da sich auch bei diesem ABS-Bremssystem Probleme zeigten, leitete BMW im April 2008 einen offiziell als „technische Umrüstaktion“ bezeichneten Rückruf ein, bei der die Bremsleitungen am ABS-Druckmodulator ausgetauscht werden sollten. Am 5. Mai 2010 veröffentlichte das Kraftfahrt-Bundesamt unter der KBA-Referenznummer 2895 die Information, dass diese Aktion „mit identischem Sachverhalt“ von Baujahr 2006–2009 wiederholt werden müsse.
Am 11. Juli 2008 informierte das Kraftfahrt-Bundesamt im EU-Schnellwarnsystem RAPEX die Behörden der EU-Mitgliedstaaten über eine Verletzungsgefahr bei Verwendung der als Sonderzubehör erhältlichen Handprotektoren. Modelle ab Oktober 2007 sind von der Gefahr von plötzlichen Radblockaden während der Fahrt nicht betroffen, hier sind neu entwickelte Handprotektoren verbaut worden, die weder Brems-, noch Kupplungshebel berühren können.
In der Grundausstattung kostete die R 1200 GS im August 2012 in Deutschland 14.390 Euro, die R 1200 GS Adventure 15.600 Euro bzw. 16.950 und 18.800 Euro im Januar 2013 in Österreich.

## Neuzulassungen

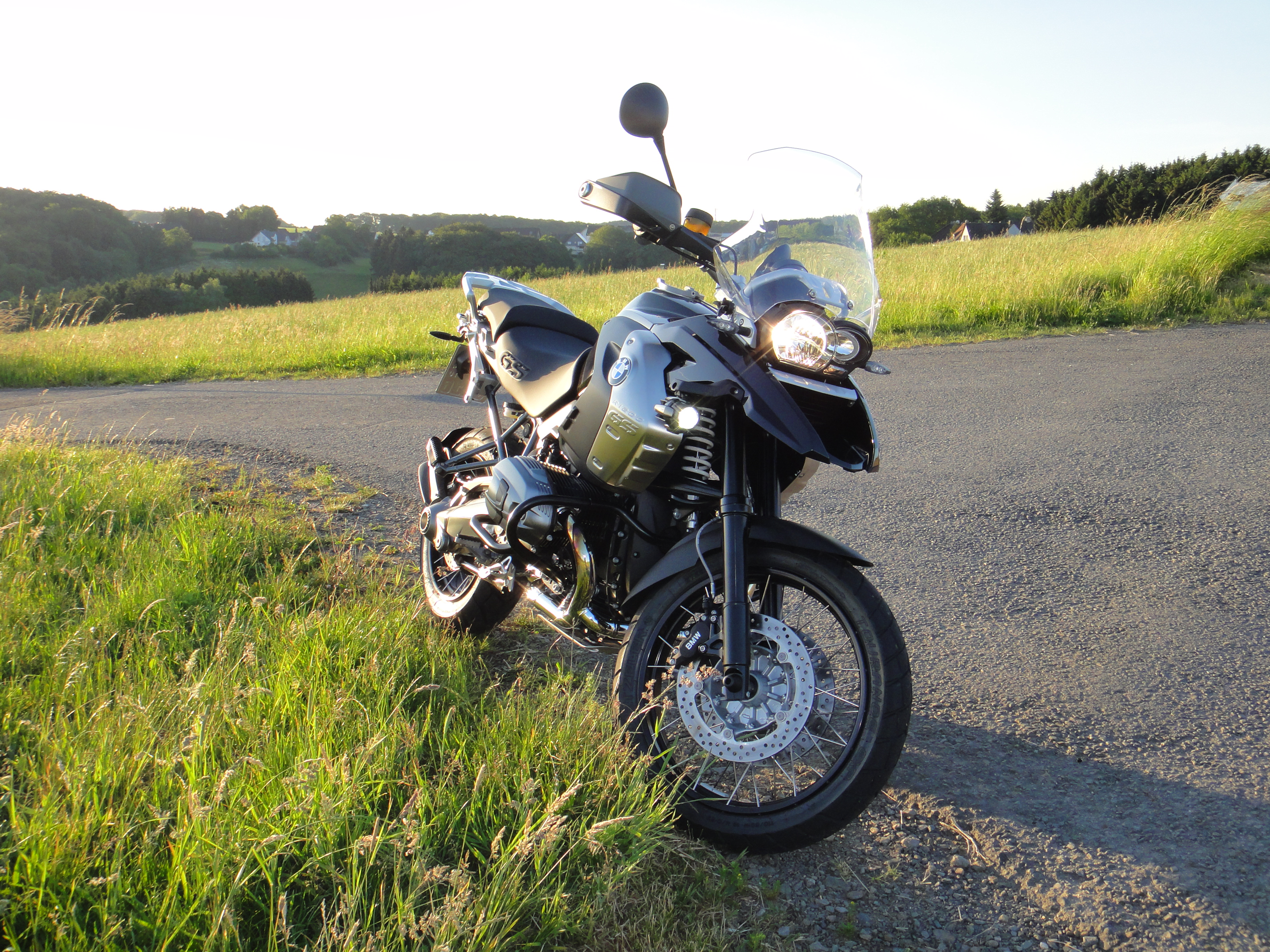
R 1200 GS 2011, Sondermodell Triple Black

Seit 2005 ist die R 1200 GS das am häufigsten neu zugelassene Motorrad in Deutschland.
| Jahr | Quelle | Neuzulassungen |
| ---- | ------ | -------------- |
| 2012 | [ 13 ] | 6.641          |
| 2011 | [ 14 ] | 6.120          |
| 2010 | [ 15 ] | 5.674          |
| 2009 | [ 16 ] | 4.399          |
| 2008 | [ 17 ] | 6.367          |
| 2007 | [ 18 ] | 6.909          |
| 2006 | [ 19 ] | 7.150          |
| 2005 | [ 20 ] | 6.919          |

## Konkurrenzmodelle mit vergleichbarer Charakteristik
| Hersteller | Name                   | Motor | Hubraum | kW  | PS  | Nm  |
| ---------- | ---------------------- | ----- | ------- | --- | --- | --- |
| Ducati     | Multistrada 1200       | V2    | 1198    | 110 | 150 | 119 |
| Triumph    | Tiger Explorer         | R3    | 1215    | 101 | 137 | 121 |
| Honda      | VFR 1200 X Crosstourer | V4    | 1237    | 95  | 129 | 126 |
| BMW        | R 1200 GS K50          | B2    | 1170    | 93  | 125 | 125 |
| Benelli    | TreK 1130              | R3    | 1131    | 92  | 125 | 112 |
| Kawasaki   | Versys 1000            | R4    | 1043    | 87  | 118 | 102 |
| Triumph    | Tiger 1050             | R3    | 1050    | 84  | 115 | 100 |
| Yamaha     | XT 1200 Z Super Ténéré | R2    | 1199    | 81  | 110 | 114 |
| BMW        | R 1200 GS K25          | B2    | 1170    | 81  | 110 | 120 |
| Moto Guzzi | Stelvio 1200           | V2    | 1151    | 77  | 105 | 113 |

## Kritiken
„Dabei hat die GS nicht in jeder Disziplin den Schnabel vorn – so bei der eher knappen Zuladekapazität von 188 kg (2004-07), bei Reichweite oder Offroad-Kompetenz –, doch letztlich zählt, was unterm Strich rauskommt: ungefilterter Fahrspaß, stimmige Ausstattung, hoher Gebrauchswert.“

„Am Ende zählt die Kontinuität auf allen Wegen – womit die BMW R 1200 GS in der Endabrechnung die Nase vorn hat. Weil sie schließlich durch die Summe ihrer Qualität beeindruckt. Unter dem Stichwort „Ausgewogenheit“ kann noch kein Konkurrent der GS das Wasser reichen.“